# Скоморохово
Скоморо́хово (рос. Скоморохово) — присілок у складі Грязовецького району Вологодської області, Росія. Входить до складу Ростиловського сільського поселення.

## Населення
Населення — 1 особа (2010; 0 у 2002).